# サンモリッツ競馬場

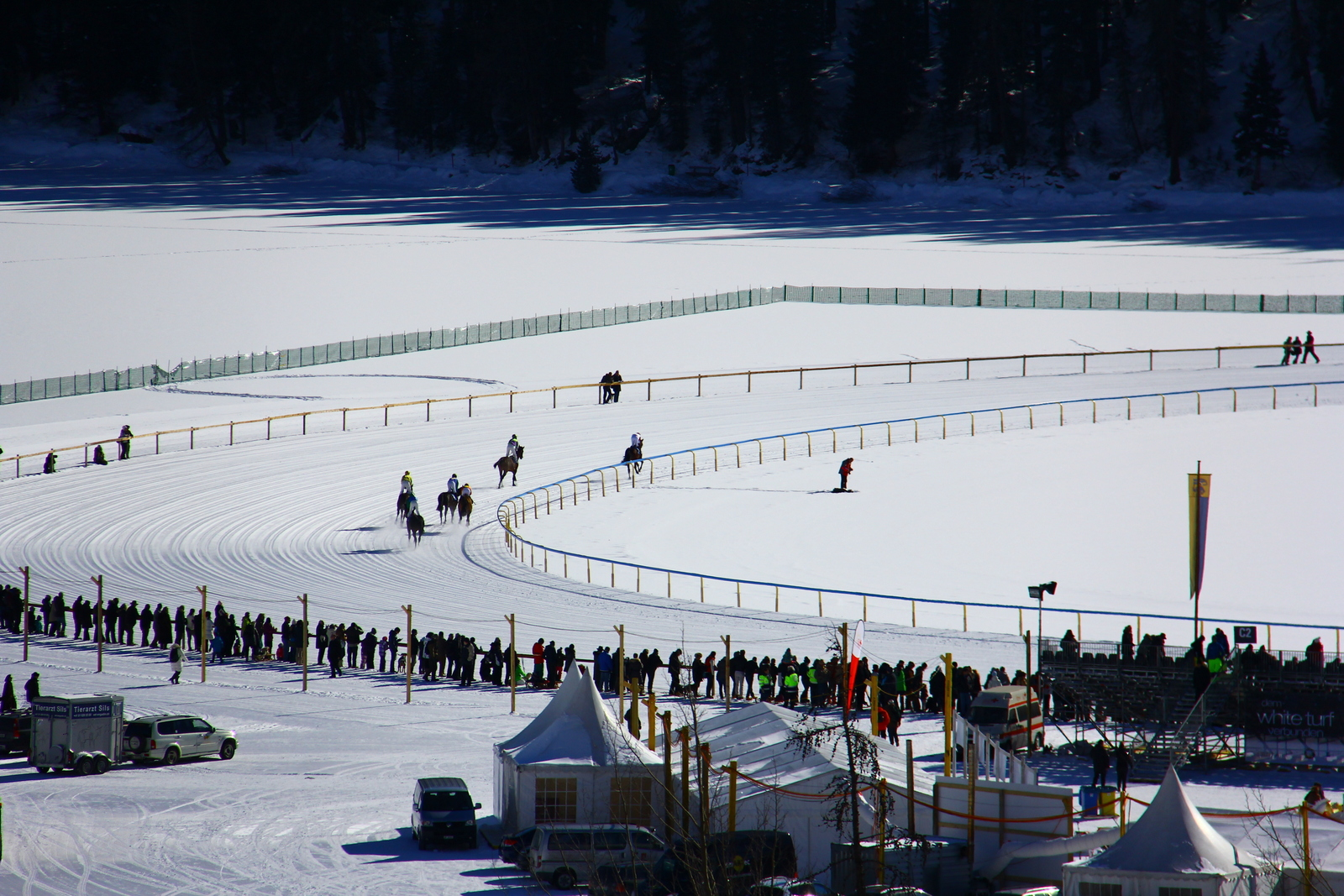
2013年のホワイトターフ

サンモリッツ競馬場（ - けいばじょう）は、スイスのサンモリッツにある競馬場である。凍結したサンモリッツ湖畔の氷上へクッション層として圧縮雪を敷き詰められる事により誕生する時期限定の特殊コースであり、その特殊性故に競走は例年2月の第1・第2・第3日曜日のみ行われている。同競馬場のコースはその外観から「ホワイトターフ（White turf）」とも称される。
コース上では平地競走のほか、「トロッティング」（ソリを引いて行う繋駕速歩競走の一種）も行われる。この他にも、この地域特有の競技形態である「スキージョリング(Skikjöring)」（騎手はスキー板に乗った状態で馬に引いてもらう）も実施される。「スキージョリング」は第1回から現在に至るまで行われている。過去には障害競走も行われていた。
ホワイトターフは1907年に初めて開催される。例年の観客数は毎年約3万人に及んでおり、2013年度の開催では過去最高の3万8千人の観客が訪れた。開催にあたっては例年主催者サイドが世界のトップジョッキーへ参戦を呼びかけており、2013年度はミルコ・デムーロやエドワード・ペドロザが参戦した。また、2014年にはレスター・ピゴットが観戦に訪れた。出走馬は地元スイスの他に、ドイツ、フランス、ベルギー、ハンガリー、イギリスといった欧州各国からも参戦する。第1週・第3週の中1週ペースで出走する馬もいれば、3週全てに出走してくる馬もいるという。「ホワイトターフ」における競走は賭けの対象にもなっており、2013年度の開催売上は282,145スイス・フラン（前年度比+11%）を記録している。賭けは現地でパリミュチュエル方式で行われているほか、イギリスのブックメーカーも引き受けている。
雪上という特殊な路盤で行う競技の為、出走馬には通常のレースとは異なる特別な蹄鉄を装着させる。構造としては、U字型蹄鉄の両端部とコーナー中央部の計3箇所へ突起物を設ける事により、通常装着させる蹄鉄に比べて路盤へのグリップ力を高めている。蹄鉄職人によると、「力がいる」とはしながらも、9割の馬は問題無く走る事が出来るという。
コースの建設にあたっては12月から数週間を費やして実施される。周回距離は1周1200mで設定されており、競走中の逸走に対する安全対策の一環としてコース幅員を大きく取っている。2014年の開催では馬場の氷がところどころ溶解して出走馬がくぼみに足をとられて転倒するなどのアクシデントが相次ぎ、3日間で21競走を計画していたが13競走しか実施できなかった事例もある。その他過去にあったトラブルでは、競走中に逸走してしまう馬が時折発生したり、路盤の氷が割れてしまうトラブルが発生した事もある。